# Кшиштоф Новак
Кшиштоф Даміан Новак (Польська вимова: [ˈkʂɨʂtɔf ˈnɔvak]; нар. 27 вересня 1975, Варшава — пом. 26 травня 2005, Вольфсбург) — польський футболіст, найбільш відомий виступами за клуб «Вольфсбург» та національну збірну Польщі.

## Біографія
Новак почав грати у футбол у 1985 році. В 1996 році разом із земляком Маріушем Пєкарським переїхав до Бразилії, щоб грати за «Атлетіку Паранаенсі». Він завжди хотів грати в Європі, тому в 1998 році переїхав до Німеччини, щоб грати за «Вольфсбург». Новак, якого вболівальники називали «десяткою червів», був популярним і вправним, але був змушений піти зі спорту на початку 2002 року після того, як дізнався, що у нього хвороба моторних нейронів (БАС). Новак продовжував спостерігати за іграми незадовго до своєї смерті.

## Міжнародна кар'єра
Новак також був важливим гравцем національної збірної Польщі, за яку він провів 10 ігор і забив один гол (14 червня 1997 року у дебютному матчі проти збірної Грузії).
У 2002 році Новак заснував фонд, щоб допомогти знайти ліки від БАС (він помер від цієї хвороби). Новак залишив дружину Беату та двох маленьких дітей — сина Максиміліана та доньку Марію.